# Дом Ненюковых
Дом Ненюковых — памятник архитектуры в историческом районе Благовещенская слобода Нижнего Новгорода. Построен в 1832—1833 годах по проекту архитектора А. Л. Леера в стиле русского классицизма. 
Здание ошибочно считалось домом П. Е. Горячева. По своим художественным свойствам является одним из лучших в застройке Нижнего Новгорода эпохи русского классицизма. В настоящее время находится в крайне плачевном состоянии.    

## История
Историк архитектуры Н. Ф. Филатов ошибочно писал, что здание принадлежало купцу третьей гильдии Прохору Ерастовичу Горячеву, поставщику леса для строительства ансамбля Нижегородской ярмарки. Во время многолетней работы Горячев установил дружеские отношения с архитектором А. Л. Леером, который разработал ему проект каменного дома на Нижне-Окской набережной (улица Черниговская). План-фасады были утверждены 5 мая 1832 года и под надзором автора проекта дом был вчерне выстроен в том же году. Отделка здания продолжалась до 1833 года. 
В 1834 году по проекту Леера были выстроены службы во дворе, а в 1844 году прошёл ремонт дома с частичной перепланировкой помещений. В 1855 году дом выгорел, восстанавливали его в течение нескольких лет по фасаду 1832 года, сохранив изначальный облик здания. 
В 2018 году выяснилось, что дом в действительности принадлежал семейству Ненюковых, что соответствует перечню объектов культурного наследия регионального значения. 

## Архитектура
Образцом для архитектурно-художественного решения здания служили жилые дома Васильевского острова Санкт-Петербурга. Двухэтажный в 11 окон дом Ненюковых был поставлен на высокий, выложенный из белого камня цоколь с глубокими сводчатыми подвалами. Боковые слабо выступающие ризалиты отмечены тянущимися в оба этажа ионическими пилястрами. На уровень их баз выведены полочки наличников окон второго этажа. Нижний этаж рустован. В сторону реки был обращён чугунный балкон на консолях тонкого художественного литья (утрачен в 1990-х годах).
По тонкой прорисовке и добротно выполненной архитектуре дом Ненюковых является одним из лучших в застройке Нижнего Новгорода эпохи классицизма. 